# Польско-шведская граница
Польско-шведская граница — государственная граница между Швецией и Речью Посполитой, существовавшая в 1561—1722 годах.

## История
Граница появилась после раздела бывших датских владений между Речью Посполитой (Ливония) и Швецией (Эстляндия).
Граница начиналась на побережье Рижского залива, севернее Парнавы, затем продолжалась в северо-восточном направлении, оставляя на шведской стороне Белый Камень и на востоке доходила до северного берега озера Пейпус (около Лохусуу).
В таком виде граница просуществовала до 1622 года (Митавское перемирие), но формально существовала до 1660 года (Оливский мир).
Новая граница была установлена Альтмаркским перемирием в 1629 году, подтверждена Штумсдорфским перемирием в 1635 году и окончательно закреплена Оливским миром.
Новая граница шла от южного берега Рижского залива (западнее Риги) в юго-восточном направлении, оставляя на шведской стороне Ригу. Затем по Двине до устья реки Эвикшты, долиной этой реки в северо-восточном направлении, пересекая Лубаньское озеро, оставляя на польской стороне Режицу, до пересечения границ Швеции, Польши и России севернее Мариенгаузена.
Данная граница просуществовала до 1722 года, когда на основании Ништадтского договора Шведская Ливония отошла к России.
В Российской империи данная граница отделяла Лифляндскую (Рижскую) губернию от Курляндской и Витебской.

## Описание
Воеводства, граничившие со Швецией:
- В 1561—1622 годах:
Венденское воеводство
Дерптское воеводство
Парнавское воеводство
- В 1622—1722 годах:
 Ливонское воеводство